# Seznam zápasů haitské fotbalové reprezentace na MS
Haitská fotbalová reprezentace byla celkem 1x na mistrovstvích světa ve fotbale a to v roce 1974.
- Aktualizace po MS 1974 - Počet utkání - 3 - Vítězství - 0x - Remízy - 0x - Prohry - 3x

| Číslo | Soupeř    | Výsledek | MS      | Fáze turnaje       | Góly Haiti     |
| ----- | --------- | -------- | ------- | ------------------ | -------------- |
| 1.    | Itálie    | 1 – 3    | MS 1974 | základní skupina 4 | Emmanuel Sanon |
| 2.    | Polsko    | 0 – 7    | MS 1974 | základní skupina 4 |                |
| 3.    | Argentina | 0 – 4    | MS 1974 | základní skupina 4 |                |